# Victoria Zinny
Victoria Zinny (* 13. Mai 1943 in Buenos Aires) ist eine argentinische Schauspielerin.
Zinny debütierte 1961 in Luis Buñuels Viridiana; erst 1966 in Italien, wohin sie übersiedelt war, folgte ein zweiter, erst 1970 der dritte Film. Auch danach war sie in relativ wenigen Filmen zu sehen, worunter die Darstellung ihrer desillusionierten Mutter und Ehefrau in Pasquale Squitieris Viaggia, ragazza, viaggia, hai la musica nella vene aus Sicht der Kritiker einen Höhepunkt darstellte. Zinny spielte des Öfteren Frauen, die auch dramatischen Situationen ausgesetzt waren, und meisterte diese schauspielerischen Aufgaben. Ab 1989 intensivierte sie ihre Tätigkeit für das Fernsehen.
Zinny ist mit dem Schauspieler Remo Girone verheiratet und hat aus einer früheren Ehe zwei Kinder, die ebenfalls als Darsteller arbeiten.

## Filmografie (Auswahl)
- 1961: Viridiana (Viridiana)
- 1971: Der Mörder des Klans (Prega il morto e ammazza il vivo)
- 1973: Viaggia, ragazza, viaggia, hai la musica nella vene
- 1976: Keoma – Das Lied des Todes (Keoma)
- 1977: Una spirale di nebbia
- 1981: Die zwei Gesichter einer Frau (Fantasma d'amore)
- 1982: Giuseppe Verdi – Eine italienische Legende (Verdi)
- 2013: Roche papier ciseaux